# Wu Chun
Wu Chun (chino tradicional: 尊 吴; chino simplificado: 尊 吴, pinyin: Wu Zun, Darussalam, Brunéi, 10 de octubre de 1979) es un modelo, cantante y actor nacido en Brunéi naturalizado como taiwanés. Es el único miembro de la banda juvenil Fahrenheit, tras ser nativo de Taiwán, y es conocido por sus personajes en el éxito del drama taiwanés romántica princesa (chino: 公主 小妹), Hanazakarino Kimitachihe (chino tradicional: 花样 少年 少女) Hot Shot (chino tradicional: 篮球 火) y Tokyo Juliet (chino tradicional: 东方 茱丽叶).

## Biografía
Su nombre verdadero es Wu Ji Zun (chino: 吴 吉 尊, chino simplificado: 尊 吉 吴, pinyin: wu jízūn) nacido en Brunéi 10 de octubre de 1979. 
Estudió en la Escuela Chung Hwa en Bandar Seri Begawan. Más adelante se graduó en la Universidad RMIT en Melbourne, Australia, con una licenciatura en Administración de Empresa. Jugó al baloncesto en el equipo de Brunéi.
Habla con distintos grados de fluidez, Minnan, inglés, cantonés, malayo y mandarín. 
Tiene una hija, Nei Nei. En el 2009 se casó con su novia desde los 16 años, Lin Liying, en una ceremonia familiar en su casa de Brunéi. La preja tiene un hijo

## Carrera
Antes de unirse a Fahrenheit, fue modelo para Yi Lin (chino: 伊林) en Taiwán y para modelajes de la diva en Singapur. 
En agosto de 2007, Wu fue nombrado Presidente del nuevo Hotel Palm Garden y cercano de varios pisos físico adecuado en Brunéi. Gracias a sus esfuerzos y su éxito, Wu fue galardonado con el título de Young del Empresario del Año en Brunéi en la región de Asia Pacífico, iniciativa empresarial de Awards en agosto de 2008, organizado por la organización regional, la región de Asia Enterprise.

## Filmografía

### Películas
| Año  | Título                        | Personaje          | Notas |
| ---- | ----------------------------- | ------------------ | ----- |
| 2008 | The Butterfly Lovers 武俠梁祝 | Liang Zhongshan    |       |
| 2010 | 14 Blades 錦衣衛              | Judge of the Sands |       |
| 2013 | Saving General Yang 錦衣衛    | Yang Liulang       |       |

### Series de televisión
| Año  | Título                                  | Personaje                     | Nota         |
| ---- | --------------------------------------- | ----------------------------- | ------------ |
| 2011 | Absolute Boyfriend / 絕對達令           | 陳奈特 / Chen Nai Te          | Rechazado    |
| 2011 | Sunshine Angel / 陽光天使               | Di Ya Xin                     | male lead    |
| 2008 | Hot Shot / 籃球火                       | Wuji Zun / Tyrone Ji          | support role |
| 2007 | Romantic Princess / 公主小妹            | Nanfeng Jin / Yoshiki Shido   | male lead    |
| 2007 | The X-Family / 終極一家                 | Fire Ambassador               | cameo        |
| 2006 | Hanazakarino Kimitachihe / 花樣少年少女 | Brian/Zuo Yiquan              | male lead    |
| 2006 | Tokyo Juliet / 東方茱麗葉               | Ji Fengliang / Akira Himemiya | male lead    |
| 2005 | KO One / 终极一班                       | Tian Hongguang / Wu Shizun    | cameo        |

### Programas de variedades
| Año              | Programa     | Notas                    |
| ---------------- | ------------ | ------------------------ |
| 2017, 2018, 2020 | Happy Camp   | invitado                 |
| 2019             | Keep Running | invitado - episodio 7.02 |
| 2016             | Ace vs Ace   | invitado - episodio 1.10 |

### Revistas / sesiones fotográficas
| Año  | Título         | Notas                    |
| ---- | -------------- | ------------------------ |
| 2020 | Esquire Taiwan | (publicación de febrero) |

### Eventos
| Año  | Título                                     | Notas |
| ---- | ------------------------------------------ | ----- |
| 2019 | Esquire China’s 16th Man At His Best Award |       |

## Premios
| Años | Premios |
| ---- | --- |
| 2006 | - TVB8 Awards: Bronze: Best Group - HK Metro Hits Awards: Best Foreign Newcomer - AF Golden Globes 2006: Taiwan's Most Improved Actor |
| 2007 | - Top Song, TVB8 Awards: "Really, Really, Like You" 超喜歡你 - Sprite Awards: Most Popular Idol Group (Taiwan Area) - Sprite Awards: "Only Have Feelings For You" 只對你有感覺 Favorite Duet Song, - Sprite Awards:Best Group (Taiwan & Hong Kong Area) - 13th Chinese Music Awards:Best New Group - KKBOX Music Charts: "Only Have Feelings For You" 只對你有感覺:Top 20 Songs of the Year - KKBOX Music Charts: "Hanazakarino Kimitachihe Original Soundtrack" 花樣少年少女:Best Drama Soundtrack - HITO Music Awards 2007:Best Male Group |